# Валлеруа-Лорио
Валлеруа́-Лорио́ (фр. Vallerois-Lorioz) — коммуна во Франции, находится в регионе Франш-Конте. Департамент — Верхняя Сона. Входит в состав кантона Норуа-ле-Бур. Округ коммуны — Везуль.
Код INSEE коммуны — 70517.

## География
Коммуна расположена приблизительно в 320 км к юго-востоку от Парижа, в 37 км севернее Безансона, в 7 км к югу от Везуля.
Более 50 % территории коммуны занимают леса.

## Население
Население коммуны на 2010 год составляло 359 человек.
| 1962 | 1968 | 1975 | 1982 | 1990 | 1999 | 2010 |
| ---- | ---- | ---- | ---- | ---- | ---- | ---- |
| 92   | 94   | 151  | 198  | 205  | 207  | 359  |

## Администрация
| Период | Период | Фамилия     | Партия | Примечания |
| ------ | ------ | ----------- | ------ | ---------- |
| 2001   | 2008   | Клод Гарре  |        |            |
| 2008   | 2014   | Моник Готье |        |            |

## Экономика
В 2010 года среди 227 человек трудоспособного возраста (15—64 лет) 184 были экономически активными, 43 — неактивными (показатель активности — 81,1 %, в 1999 году было 66,2 %). Из 184 активных жителей работали 177 человек (90 мужчин и 87 женщин), безработными было 7 (3 мужчины и 4 женщины). Среди 43 неактивных 22 человека были учениками или студентами, 12 — пенсионерами, 9 были неактивными по другим причинам.